# Helcon annulicornis
Helcon annulicornis är en stekelart som först beskrevs av Cameron 1905.  Helcon annulicornis ingår i släktet Helcon och familjen bracksteklar. Inga underarter finns listade i Catalogue of Life.